# Spurio Veturio Crasso Cicurino
Spurio Veturio Crasso Cicurino (in latino: Spurius Veturius Crassus Cicurinus; fl. V secolo a.C.) è stato un militare e politico romano appartenente alla gens Veturia di antichissima origine.

## Tribunato consolare
Nel 417 a.C. fu eletto tribuno consolare con Agrippa Menenio Lanato, Gaio Servilio Axilla e Publio Lucrezio Tricipitino.
L'anno, come il successivo, fu caratterizzato da rapporti esterni tranquilli, ed interni tesi a causa del ripresentarsi della questione agraria da parte dei tribuni della plebe.

## Critica storica
A differenza di Diodoro, Tito Livio lo chiama Spurio Rutilio Crasso, ma sembra trattarsi chiaramente di un errore, dato che la gens Rutilia era plebea e non portava il cognomen Crasso.